# 마우리시오 몰리나
마우리시오 알레한드로 몰리나 우리베(스페인어: Mauricio Alejandro Molina Uribe, 1980년 4월 30일 ~ )는 콜롬비아의 전 축구 선수로 포지션은 공격형 미드필더이다.
2009년 7월부터 2015년까지 K리그 클래식에서 활약하였으며 K리그 등록명은 몰리나였다.

## 클럽 경력
콜롬비아의 엔비가도 FC에서 선수 생활을 시작하여 멕시코, 아랍에미리트, 아르헨티나, 파라과이, 세르비아 등에서 선수 생활을 하다 2008년엔 브라질 명문 클럽 산투스 FC에 입단했다. 산투스에선 등번호 10번을 달고 팀의 에이스로 맹활약하였다.
2009년 7월, K리그의 성남 일화 천마로 약 1,275,000달러, 한화 약 16억 원의 이적료로 이적하였다. 그의 데뷔는 세비야와의 2009 피스컵 경기였다. K리그 데뷔전은 포항 스틸러스와의 경기였으며, 이 경기에서 데뷔골을 기록하였다. 이후 꾸준히 활약하며 2009 시즌 하반기 최고의 선수로 떠올랐다. 시즌 내내 홈 무패 기록을 이어나가던 포항 스틸러스와의 플레이오프 준결승전에서 경기에서 유일한 골인 프리킥 골을 뽑아내며 스틸야드에서 포항을 무너뜨렸다. 이듬해 AFC 챔피언스리그 우승에 공헌 하였으며, 우승 자격으로 출전한 2010년 FIFA 클럽 월드컵에서는 3골로 최다득점 선수에 오르기도 하였다.
그러나 시즌이 끝난 후, 성남 일화는 자금상의 문제로 몰리나를 이적시키기를 원했고, 몰리나는 2011년 1월 24일 FC 서울로 이적하였다. 2011년 3월 6일 2011 시즌 개막전 수원 삼성 블루윙즈와의 경기에서 데뷔전을 치렀으나 경기는 0-2로 패배하였다. 2011년 6월 18일 강원전에서 데뷔골을 성공시켰다. 2011년 8월 13일 전남 드래곤즈전에서 0-0으로 비기던 후반 48분에 최태욱의 크로스를 받은 데얀의 패스를 받아 극적인 결승골을 터뜨렸고, 이 골로 서울은 1-0 승리를 거두었다. 2011년 8월 27일, 강원과의 경기에서 골 3개와 도움 3개를 기록하여 K리그 최초로 더블 해트트릭을 달성하였다. 이 기록은 K리그 29년 역사상 첫 번째 대기록이며 세계 축구계에서 찾기 힘든 대기록이다.
2012년 7월 21일 부산 아이파크와의 리그 경기에서 뒷 발로 성공시킨 환상적인 득점이 스페인 언론 '아스'와 '마르카'에 소개되기도 하였다.
2013 시즌 종료 후 서울이 데얀 다먀노비치를 이적시키는 등 리빌딩에 착수하자 이적설이 불거졌으나 끝내 잔류하였다. 하지만 부상으로 2014 시즌 전반기엔 모습을 드러내지 못했다. 월드컵 휴식기가 끝난 후 첫 경기인 전남과의 원정 경기에서 복귀하였고 이 경기에서 1골 1도움을 기록하였다.
2015 시즌 AFC 챔피언스리그 조별예선 마지막 가시마 앤틀러스전에서 기적적인 결승골을 16강 진출을 이끌었으며 FA컵 결승전에서 직접 코너킥 슛을 골로 성공시켜 17년만의 FA컵 우승에 일조하며 FC 서울 선수 경력을 화려하게 끝마쳤다.
2015년 12월 31일, 몰리나의 고향 연고팀이자 친정팀인 인데펜디엔테 메데인으로 복귀가 확정되었다.
2017시즌 종료 후 현역은퇴를 선언했다.

## 국가대표팀 경력
2001년 코파 아메리카에서 콜롬비아 국가대표팀 소속으로 참가하여 콜롬비아의 대회 첫 우승에 기여하였다. 2003년 골드컵에서는 과테말라를 상대로 득점을 기록하기도 하였다.
콜롬비아 국가대표팀 소속으로 총 A매치 13경기에 출장하여 1골을 기록하였다.

## 경력 통계

### K리그 기록
- 2015년 11월 30일 기준

| 클럽           | 시즌        | 리그 | 리그 | 리그 | FA컵 | FA컵 | FA컵 | 리그컵 | 리그컵 | 리그컵 | 대륙 대회 | 대륙 대회 | 통산 | 통산 | 통산 |
| 클럽           | 시즌        | 출장 | 득점 | 도움 | 출장 | 득점 | 도움 | 출장   | 득점   | 도움   | 출장      | 득점      | 출장 | 득점 | 도움 |
| -------------- | ----------- | ---- | ---- | ---- | ---- | ---- | ---- | ------ | ------ | ------ | --------- | --------- | ---- | ---- | ---- |
| 성남 일화 천마 | 2009        | 17   | 10   | 3    | 2    | 1    | 1    | 0      | 0      | 0      | N/A       | N/A       | 19   | 11   | 4    |
| 성남 일화 천마 | 2010        | 29   | 11   | 7    | 3    | 2    | 0    | 4      | 1      | 1      | 11        | 7         | 47   | 21   | 8    |
| 성남 일화 천마 | 성남 통산   | 46   | 21   | 10   | 5    | 3    | 1    | 4      | 1      | 1      | 11        | 7         | 66   | 32   | 12   |
| FC 서울        | 2011        | 29   | 10   | 12   | 2    | 1    | 1    | 0      | 0      | 0      | 8         | 2         | 39   | 13   | 13   |
| FC 서울        | 2012        | 41   | 18   | 19   | 2    | 1    | 0    | -      | -      | -      | N/A       | N/A       | 43   | 19   | 19   |
| FC 서울        | 2013        | 35   | 9    | 13   | 1    | 1    | 1    | -      | -      | -      | 13        | 1         | 49   | 11   | 14   |
| FC 서울        | 2014        | 19   | 5    | 3    | 4    | 0    | 1    | -      | -      | -      | 4         | 0         | 27   | 5    | 4    |
| FC 서울        | 2015        | 35   | 4    | 11   | 5    | 1    | 1    | –      | –      | –      | 7         | 1         | 47   | 6    | 12   |
| FC 서울        | 서울 통산   | 159  | 46   | 58   | 14   | 4    | 4    | 0      | 0      | 0      | 32        | 4         | 205  | 54   | 62   |
| 커리어 통산    | 커리어 통산 | 205  | 67   | 68   | 19   | 7    | 5    | 4      | 1      | 1      | 43        | 11        | 271  | 86   | 74   |

### K리그 개인 기록
몰리나는 K리그에서 역대 최단기간으로 다음과 같은 대기록을 달성하였다.
- 2012년 5월 19일: 30 득점-30 도움 클럽[8]
- 2012년 11월 15일: 40 득점-40 도움 클럽
- 2013년 5월 26일: 50 득점-50 도움 클럽
- 2015년 5월 2일: 60 득점-60 도움 클럽[9]

### 국가대표팀 득점 기록
| # | 일정            | 장소           | 상대     | 득점  | 결과  | 대회                   |
| - | --------------- | -------------- | -------- | ----- | ----- | ---------------------- |
| 1 | 2003년 7월 17일 | 미국, 마이애미 | 과테말라 | 1 - 1 | 1 - 1 | 2003년 CONCACAF 골드컵 |

## 수상 내역

### 클럽

#### 성남 일화 천마
- AFC 챔피언스리그 (1) : 2010

#### FC 서울
- K리그 (1) : 2012
- FA컵 (1) : 2015

### 국가대표팀
- 코파 아메리카 (1) : 2001

### 개인
- FIFA 클럽 월드컵 득점상 (1): 2010
- K리그 베스트 11 (2) : 2010, 2012
- K리그 도움상 (2) : 2012, 2013

## 참고 자료
- 데얀, 몰리나 인터뷰 - 베스트일레븐 (2012년 5월 3일)
- 굿바이 몰리나, 또 한명의 기술자를 보내며 (2016년 1월 4일)